# Johannes Dijckmeester
Mr. Johannes Dijckmeester (Den Haag, 6 mei 1880 -  ziekenhuis, KZ Sachsenhausen, 11 oktober 1944) was een Nederlands jurist, ambtenaar, militair en politicus van De Vrijheidsbond, een voorloper van de VVD. Van 1917 tot 1943 was hij burgemeester van Zutphen.

## Biografie
Dijckmeester werd in Den Haag geboren als zoon van Herman Jacob Dijckmeester, een hoge ambtenaar die later commissaris van de koningin in Zeeland werd. Hij ging naar het gymnasium in Den Haag en studeerde later rechten in Utrecht. Na zijn studie was hij werkzaam als ambtenaar in Noord-Holland. In 1914 werd Dijckmeester reserve-luitenant en later kapitein, ook werkte hij enige tijd op het Ministerie van Oorlog. Tot 1935 bleef hij reservist in het leger. 
In 1917 werd Dijckmeester burgemeester van Zutphen. Hij stond bekend als een harde werker en een scherpzinnig man die zeer goed was in redevoeringen. Zijn burgemeesterschap was in een tijd waarin de stad Zutphen fors uitbreidde. Van hem is bekend dat hij tijdens zijn burgemeesterschap op vrije dagen graag in zijn kapiteinsuniform rond Zutphen reed. Toen Nazi-Duitsland in 1940 Nederland binnenviel bleef hij aan als burgemeester, al werd hij eind 1940 wel tijdelijk gevangen gezet omdat hij niet ingreep toen inwoners van Zutphen zich openlijk uitspraken tegen het omhakken van de Wilhelminaboom, die ter ere van het staatshoofd geplant was. Hoewel hij in 1941 als burgemeester werd herbenoemd, probeerde hij de bezetter dwars te zitten door allerlei maatregelen te vertragen of te saboteren. Zo probeerde hij gearresteerde burgers vrij te krijgen en te voorkomen dat jonge mannen voor de arbeidsinzet naar Duitsland werden gevoerd, ook trad een lokaal bestuurslid van de nationaalsocialistische organisatie winterhulp af omdat ze vermoedde dat de burgemeester haar activiteiten dwarsboomde. 
Uiteindelijk werd hij in 1943 door de bezetter ontslagen en uiteindelijk vervangen door NSB-lid J. Tesebeld. Na zijn ontslag werd hij voortdurend door de Duitsers gewantrouwd. In mei 1944 werd Dijckmeester na een huiszoeking gearresteerd en opgesloten in het huis van bewaring te Arnhem, waar hij samen met zijn 21-jarige zoon Willen en elf anderen één cel deelde. Uiteindelijk werden hij en 53 medegevangenen op 11 juni bevrijd door het verzet. Hij dook onder, maar werd de volgende dag opnieuw opgepakt. Hij werd gedetineerd in kamp Vught en is in september 1944 met zijn medegevangenen naar concentratiekamp Sachsenhausen gevoerd. Hij overleed daar door honger en uitputting op 11 oktober in het ziekenhuis van het kamp.
In Zutphen is de burgemeester Dijckmeesterweg naar hem vernoemd. Zijn zoon Frans Theodoor Dijckmeester was actief in het verzet en werd later ook burgemeester.